# 안준기
안준기(1916년 11월 4일~1995년 6월 28일)는 대한민국의 정치인이다. 제3대 국회의원을 지냈다.

## 역대 선거 결과
|  | 29.90% |

|  | 0% |